# أبو صايمة
ياسر أبو صايمة هو خطاط مسلم اكتسب شهرة عالمية عندما اختاره رئيس بلدية بيت لحم المسيحي فيكتور بطارسة في الضفة الغربية، لنسخ إنجيل لوقا من العهد الجديد للكتاب المقدس المسيحي بالخط العربي لتقديمه إلى البابا الكاثوليكي بنديكتوس السادس عشر.  في 27 نيسان 2009، ذكرت صحيفة واشنطن بوست أنه "انتهى تقريبًا من كتابة نص الإنجيل، والذي سيغطي في النهاية 65 صفحة بحجم ملصق". وكان من المقرر أن يكون مصحوبًا بصور ملونة تصور حياة النبي عيسى من ميلاده حتى صلبه.
تدرب أبو صايمة في بغداد، وهو يعمل في استوديو صغير في بيت لحم على بعد مئات الأمتار فقط من كنيسة المهد. يفتحه كل صباح بعد صلاة الفجر في أحد المساجد المحلية، وجدرانه مزينة بالشعر العربي وآيات من القرآن الكريم. وفقًا لداليا نماري من صحيفة "ذا بوست"، "تم وضع أدوات الكتابة على طاولة قديمة، بما في ذلك عشرات أقلام الخط والحبر الأسود والأخضر والأحمر". يفحص كاهن محلي عمله على إنجيل لوقا كل بضعة أيام للتأكد من دقته. ومن المقرر أن يتسلم البابا عمل أبو صايمة، ويكون المجلد بجلد الغزال والمقدم في صندوق من عرق اللؤلؤ، في 13 مايو/أيار، أثناء زيارته إلى بيت لحم كجزء من رحلة حج تشمل الناصرة والقدس.
وكان اختيار أبو صايمة لهذه المهمة سريعًا وطبيعيًّا، بعد أن نال التميز في عام 2007 عن نسخة مكتوبة بخط اليد من القرآن الكريم أهداها للرئيس الفلسطيني محمود عباس بمناسبة شهر رمضان المبارك. وقال بطارسة إنه اختاره لموهبته ولإرسال رسالة "التعايش السلمي الديني". من جانبه، ادعى أبو صايمة أنه قبل المهمة في محاولة "لإرسال رسالة تصالحية وإبعاد نفسه عن المتطرفين". وقال: "أود أن يكون هذا رسالة من فنان مسلم من خلال هذا العمل البسيط مفادها أن الفنان المسلم متسامح وليس عدوانيًا، على الرغم من الإساءات التي قد تأتي من هنا وهناك من المتطرفين الذين يستخدمون ديننا لمصالحهم الخاصة".
نشأ أبو صايمة في مخيم للاجئين الفلسطينيين في الأردن، وبدأ مسيرته الفنية برسم لافتات لمظاهرة سلمية ضد الاحتلال الإسرائيلي. ويقوم حاليًا بالتدريس في إحدى الجامعات المحلية ويتم استدعاؤه بشكل متكرر إلى المحكمة كمستشار في قضايا الاحتيال بصفته خبيرًا في الكتابة اليدوية.

## ملحوظات
1. ↑  Explaining his choice of Luke, Batarseh said that he felt it contained the most information about the time Christ spent in his city. (Nammari 2009)
2. 1 2 3 4  Nammari 2009.
3. ↑  "During a May 11 reception at the residence of إسرائيل's president، شمعون بيريز," The Post also reported, "the pope will receive another rare gift of Scripture — a 300,000-word Hebrew text of the Jewish Bible inscribed on a silicon particle the size of a grain of sand, using nanotechnology."
4. ↑  Quoted Nammari 2009.